# Bembidion carolinense
Bembidion carolinense es una especie de escarabajo del género Bembidion, familia Carabidae. Fue descrita científicamente por Casey en 1924.
Habita en Canadá y los Estados Unidos.